# 51
51 (LI) var ett normalår som började en fredag i den julianska kalendern.

## Händelser

### Okänt datum
- Den brittiske motståndsledaren Caratacus blir tillfångatagen och förd till Rom.
- Claudius och Vespasianus blir konsuler i Rom.
- Burrus, praetorianprefekt 51–62, sätts av Seneca att utbilda Nero.
- Paulus påbörjar sin andra missionsresa (omkring detta år).
- Nya Testamentets bok Första Thessalonikerbrevet skrivs (troligen detta år).
- I Galaterbrevet, stöder Paulus delningen av kristendomen och judendomen.
- Vologeses I blir kung över Partien fram till 91.

## Födda
- 24 oktober – Domitianus, romersk kejsare 81–96